# Церква Іоана Златоуста (Залізна церква)
Це́рква Іоана Златоуста — православний храм у Києві на Галицькій площі (місцина відома ще як Євбаз - Єврейський базар ), збудований 1871 року та зруйнований у 1930-ті роки. Перша в Російській імперії церква, побудована із чавуну. Була розташована на Галицькій площі, приблизно на місці скверу на південний схід від сучасної будівлі цирку.

## Історія
Дерев'яна церква Іоана Златоуста здавна, ще з XVII ст., знаходилася у Старому місті, на перетині вулиць Володимирської та Великої Житомирської. Згідно з планом розвитку міста середини XIX ст. передбачалося перенесення цього храму в інший район міста. Врешті-решт, місцем перенесення, а фактично — будівництва нового храму була обрана торгова Галицька площа на тодішній околиці міста.
Церкву планувалося звести дерев'яною, однак генерал-губернатор Безак запропонував звести церкву із заліза (точніше, із цегли з обличкуванням з чавунних елементів - модного на той час будівельного матеріалу). 15 жовтня 1867 року було урочисто закладено храм, що будувався за проектом архітектора Юргенса. 16 серпня 1871 року храм було освячено. Усі деталі внутрішнього оздоблення були використані від Старокиївської церкви Іоана Златоуста. Це була перша в Російській імперії церква, побудована із заліза.
Хоча церква на той час була найменшою в місті (розміри храму були 28×13 метрів), вона мала доволі велику парафію — майже 7000 вірян. 1897 року торгівці Галицького ринку подарували храму коштовну ікону Божої Матері.
Унікальність храму спричиняла ряд недоліків — взимку тут було дуже холодно, влітку — навпаки, метал нагрівався надто сильно, у церкві через відсутність вентиляції відчувалася підвищена вологість, стіни починали іржавіти.
Невдовзі було зібрано необхідні кошти і храм було дещо відремонтовано — позолочено бані, стіни пофарбовано, а саму споруду дещо розширено. У вересні 1914 року храм було розширено знову.

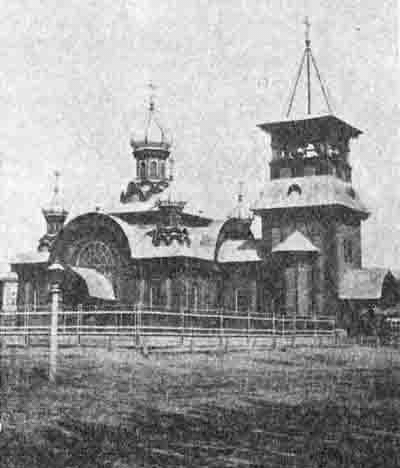
Світлина кінця XIX століття

## Знищення
У 1931 році Наркомат освіти визнав, що церква не має історичної значимості, а 1934 року храм було знесено. Формальним приводом до демонтажу слугувала «реконструкція трамвайних колій».
Сьогодні на місці храму — сквер праворуч від Київського цирку. Про храм нагадує лише розташована поруч вулиця Золотоустівська.
З ідеєю відродження храму виступає Свято-Покровська громада.

## Відомі особи, пов'язані з храмом
1875 року в храмі відбулося таїнство хрещення українського художника, педагога та громадського діяча Олександра Мурашка. 
1877 року було охрещено Максиміліана Кирієнка-Волошина, майбутнього відомого поета та художника Максиміліана Волошина.

## Настоятелі до 1917 року
- М. Успенський (до 1882–1900);
- К. Корольков (1901–1912);
- Ф. Поспіловський (1913–?).